# Bernard Law Montgomery
Feltmarskal Sir Bernard Law Montgomery (født 17. november 1887, død 24. marts 1976) var en officer i den britiske hær og mest kendt for sin indsats i 2. verdenskrig. Han havde kælenavnet "Monty".

## Tiden før 2. verdenskrig
Montgomery blev født i London i 1887. Hans far, Henry Montgomery, var præst. Hans mor hed Maud Montgomery. Efter grundskolen blev han optaget på militærakademiet Sandhurst. Efter afsluttet militæruddannelse blev han i 1908 tilknyttet Royal Warwickshire Fusiliers tjenestegørende i Indien. Ved 1. verdenskrigs udbrud i 1914 kom han med sit regiment til Frankrig og blev alvorligt såret ved slaget om Ypres 13. oktober 1914. Han var tilbage ved vestfronten i 1916 og deltog blandt andet samme år i Slaget ved Somme. Ved udgangen af 1. verdenskrig havde han rang af oberst.
I 1921 blev Montgomery som stabsofficer tilknyttet en brigade stationeret i Cork i det sydlige Irland, hvor nogle af de værste sammenstød i den engelsk-irske konflikt foregik. Året før var et af Montgomerys familiemedlemmer blevet dræbt af IRA. På trods af det optrådte Montgomery modsat flere af sine engelske kollegaer yderst korrekt. Noget, der trods meningsforskellene affødte respekt hos IRA. Montgomery indså tidligt, at konflikten ikke kunne vindes og foreslog derfor i 1923, at irerne fik selvstyre, så de selv kunne bekymre sig om oprøret.
Montgomery giftede sig i 1927 med Elizabeth Carver. Som oberstløjtnant i Royal Warwickshires 1. bataljon gjorde han i mellemkrigsårene tjeneste i Britisk Palæstina, Egypten og Indien. Han blev forfremmet til oberst og fungerede som instruktør ved den britisk-indiske hær i Indien, i Quetta, som i dag er en del af Pakistan. Han blev ramt af en personlig tragedie, da hans hustru døde i 1937 efter sygdom. Året efter blev han forfremmet til generalmajor (major general) og fik kommandoen over den 8. britiske division i Palæstina.

## 2. verdenskrig
Storbritannien erklærede Tyskland krig den 3. september 1939 efter tyskernes overfald på Polen. Da havde Montgomery lige overtaget kommandoen over 3. britiske infanteridivision. Han var blandt de 330.000 britiske og franske tropper, som blev evakueret fra Dunkirk i juni 1940.
Efter en række forfremmelser fik han i 1942 overkommandoen over den 8. armé, (Ørkenrotterne), i Nordafrika. Det lykkedes Montgomery at presse de tyske styrker under ledelse af feltmarskal Erwin Rommel ud af Egypten efter slaget ved El-Alamein. Dette slag regnes sammen med slaget ved Midway og slaget om Stalingrad som vendepunkter i krigen.
Montgomery førte an i den allierede invasion af Sicilien i 1943 under kommando af den amerikanske general Eisenhower. Her stødte hans ego for første gang sammen med den amerikanske pansergeneral George Patton.
Montgomery ledede også den 8. armé under landgangen på det italienske fastland, hvorefter han blev kaldt til England for at deltage i planlægningen af D-dag, Operation Overlord. Under Operation Overlord og flere måneder derefter havde Montgomery kommandoen over alle allierede landtropper.
Den tyske værnemagt anså Montgomery for en mindre farlig modstander end den amerikanske general George Patton, da den mente, at han var overforsigtig og bundet af vaner. Han havde størst succes med velplanlagte angreb med overvældende styrker som ved El-Alamein. En del af hans forsigtighed tilskrives, at han hovedsagelig havde ansvaret for britiske og canadiske styrker. De var færre end de amerikanske styrker og sværere at erstatte ved tab. Forsigtigheden til trods stod han bag en af de dristigste allierede aktioner under krigen i Europa, Operation Market Garden. Ved brug af faldskærmstropper var planen at erobre strategiske broer i Holland for at fremskynde en afslutning af krigen. Planen mislykkedes, da det ikke lykkedes at holde broen over Rhinen i Arnhem.
Med den stigende andel af amerikanere i de allierede styrker i Europa blev det et politisk problem at have britisk overkommando over landtropperne. Ansvaret blev overdraget til Eisenhower, hvilket Montgomery var stærkt utilfreds med. Det var dog aftalt allerede før D-dagen. Som kompensation blev Montgomery forfremmet til feltmarskal (Field Marshal).
Den 4. maj 1945 overgav de tyske styrker i Holland, Nordvesttyskland og Danmark sig til Montgomery på Lüneburger Heide. Han blev hyldet som Danmarks befrier og blev af kong Christian 10. tildelt Elefantordenen.
Montgomery døde i 1976 og er begravet på Holy Cross kirkegård i Binsted, Hampshire.

## Citater
"USA har brudt 2. krigsregel, som lyder: Gå ikke i krig med dine landstyrker i Asien. Regel nr. 1 lyder: Forsøg aldrig at erobre Moskva. Jeg har selv udviklet disse regler."

## Eksterne kilder
- Bernard Law Montgomery på gravsted.dk
- (dansk) http://www.slagmarker.dk/montgomery.html